# Rebergues
Rebergues (flämisch: Rosberge) ist eine französische Gemeinde mit 397 Einwohnern (Stand: 1. Januar 2022). Sie gehört zur Region Hauts-de-France, zum Département Nord, zum Arrondissement Saint-Omer und zum Kanton Lumbres. 

## Geographie
Rebergues liegt etwa 20 Kilometer westlich von Saint-Omer und grenzt an Licques im Norden, Audrehem im Nordosten, Haut-Loquin im Osten und Südosten, Escœuilles im Süden, Surques im Südwesten und Westen sowie Hocquinghen im Westen und Nordwesten. Die Gemeinde ist Teil des Regionalen Naturparks Caps et Marais d’Opale.

## Bevölkerungsentwicklung
| Jahr                       | 1962 | 1968 | 1975 | 1982 | 1990 | 1999 | 2006 | 2013 |
| -------------------------- | ---- | ---- | ---- | ---- | ---- | ---- | ---- | ---- |
| Einwohner                  | 141  | 153  | 134  | 136  | 147  | 156  | 176  | 325  |
| Quellen: Cassini und INSEE |      |      |      |      |      |      |      |      |

## Sehenswürdigkeiten
- Kirche Saint-Folquin aus dem 18. Jahrhundert
- Schloss Le Rougefort aus dem 18. Jahrhundert

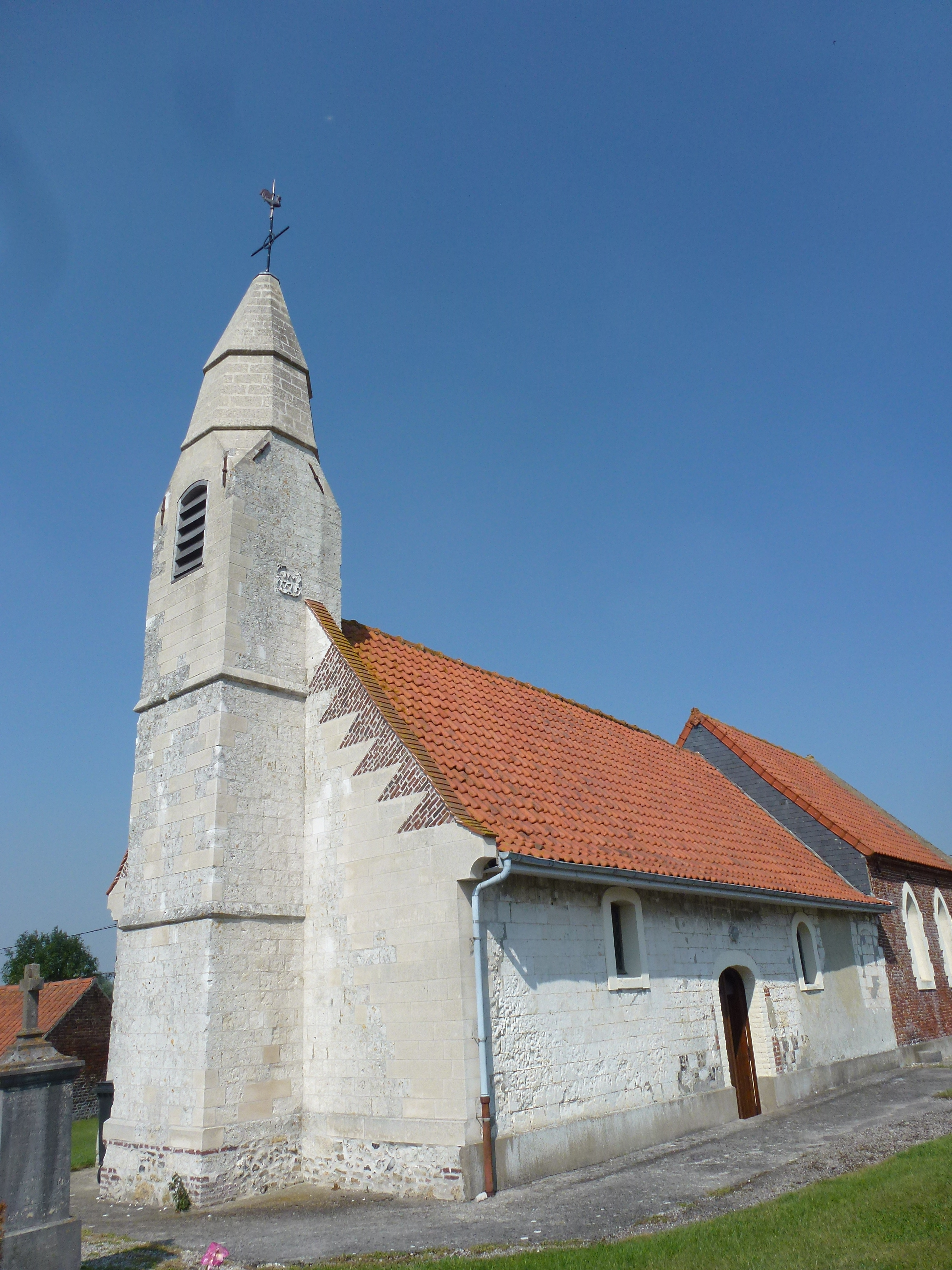
Kirche Saint-Folquin